# Myslíkovské Lurdy
Myslíkovské Lurdy je skalní kaplička a studánka nacházející se nad obcí Myslík, částí obce Palkovice v Palkovických hůrkách v okrese Frýdek-Místek v Moravskoslezském kraji.

## Historie

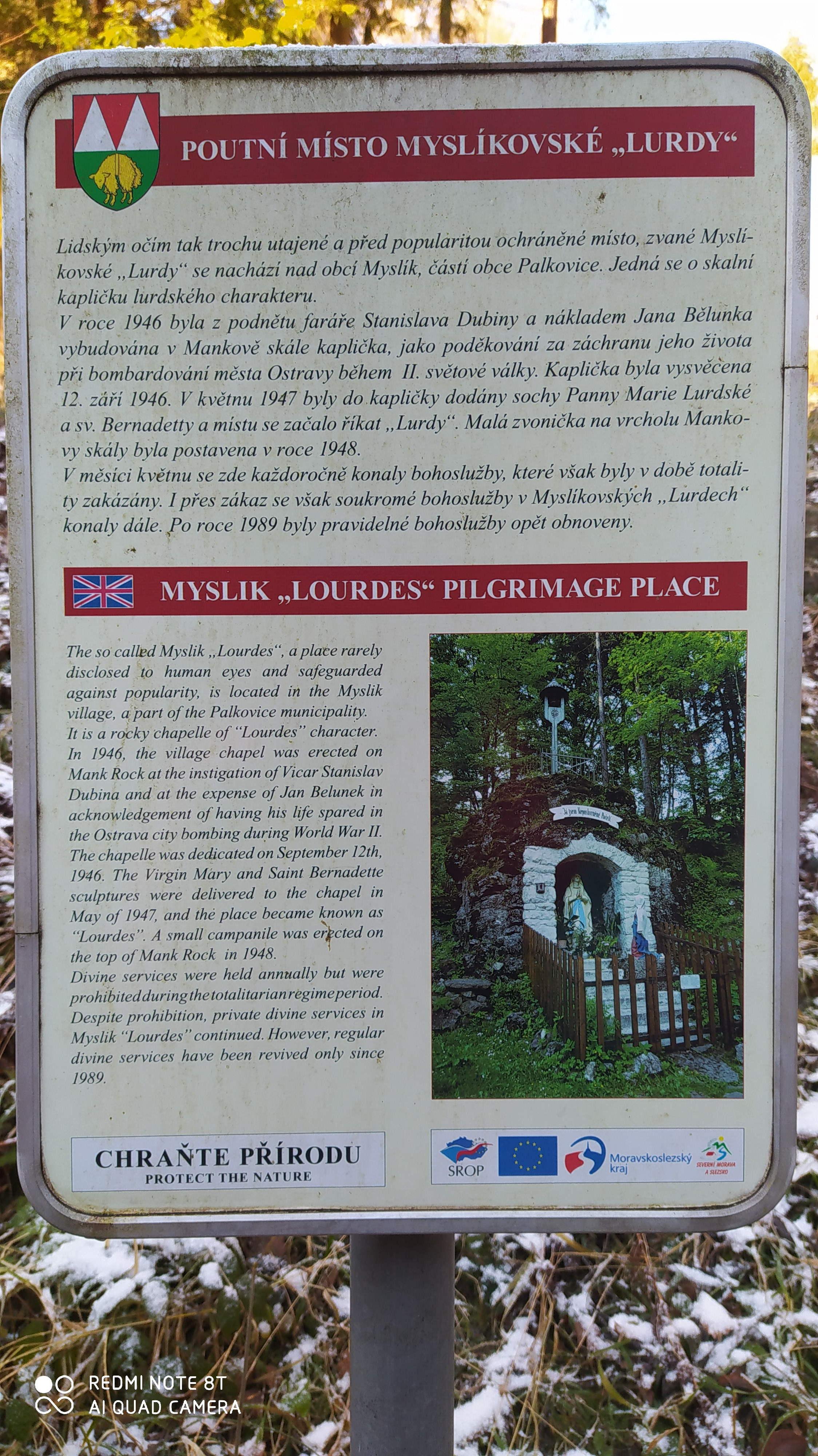
Informační tabule na místě

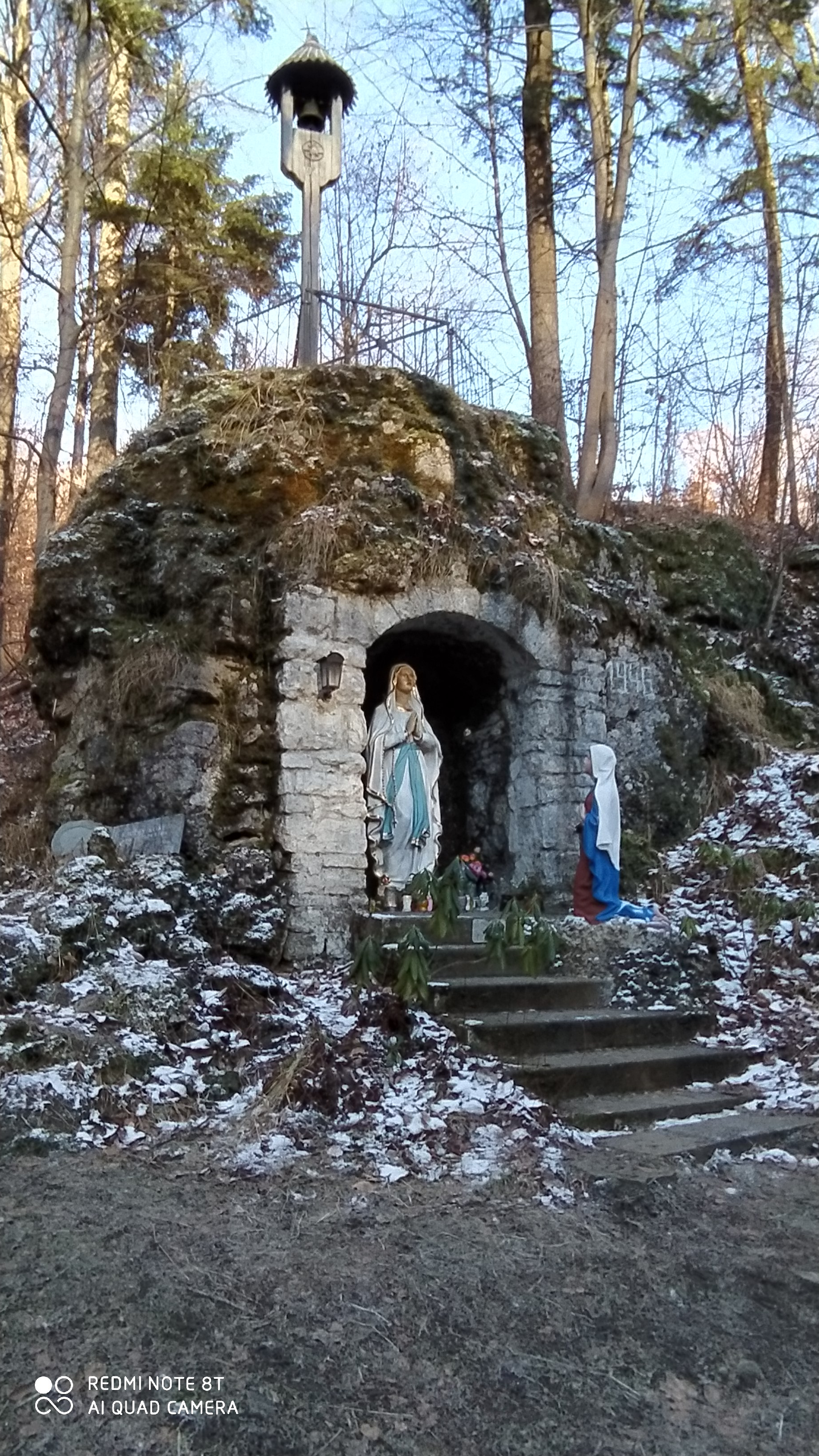

Kaple byla v Mankově skále postavena roku 1946 nákladem Jana Bělunka, který takto vyjádřil svůj vděk za přežití bombardování Ostravy během druhé světové války. Práci mu pomohl realizovat farář Stanislav Dubina. Kaple byla vysvěcena 12. září 1946. V květnu následujícího roku do ní byly dodány dvě sochy: Panna Maria a u jejích nohou klečící svatá Bernadeta.
Roku 1948 byla na vrcholu skály postavena malá zvonička. Od roku 1948 se u kaple druhou květnovou neděli konaly poutě k uctění všech matek. Během komunistické totality se zde v květnu odehrávaly tajné bohoslužby i přes zákaz úřadů.

## Doprava
K Myslíkovským Lurdám nevede žádná turistická trasa, avšak lze se k nim dostat odbočkou z žluté turistické trasy spojující Kozlovice a nejvyšší vrchol Palkovických hůrek – Kubánkov.

## Další informace
Poblíž se nachází kopec Hradisko s bývalým hrádkem Myslík.